# Samir Bertin d’Avesnes
Samir Bertin d’Avesnes (* 15. April 1986 in Moroni) ist ein komorischer Fußballspieler. Er spielt als Stürmer.

## Verein
Bertin debütierte im Mai 2003 für den SC Bastia in der Ligue 1. In seinen 6 Jahren bei Bastia kam er jedoch nur 25 Mal zum Einsatz und so verließ er den Klub 2008 und spielte nur noch in Amateurklassen.

## Nationalmannschaft
Bertin wurde 2011 erstmals ins Nationalteam berufen. Sein Debüt gab er im November 2011 im WM-Quali-Spiel gegen Mosambik.